# Ella Porskær
Ella Porskær Grønkjær (født 24. februar 1950) er en dansk politiker fra partiet Venstre, der fra 2000 til 2006 var borgmester i Gjern Kommune. Hun afløste partifællen Per Kromann.
Porskjær blev valgt til kommunalbestyrelsen i 1990. Hun blev den sidste borgmester i Gjern Kommune, eftersom kommunen ved Strukturreformen 2007 blev en del af den ny Silkeborg Kommune. Her blev hun også valgt til det første byråd, og var tillige 2. viceborgmester samt formand for Børne- og Ungeudvalget og formand for Erhvervspolitisk Kontaktudvalg. I 2008 forlod hun imidlertid byrådet, idet hun flyttede fra Gjern til Børkop ved Vejle.